# プルートのユートピア
『プルートのユートピア』（原題：Plutopia）は、ウォルト・ディズニー・プロダクション（現：ウォルト・ディズニー・カンパニー）が制作したアニメーション短編映画作品。公開は1951年5月18日。
プルートの短編映画シリーズの一作品である。そのように扱う資料も存在するが、公式にはミッキーマウスの短編映画シリーズとして扱われている。複数のシリーズに計上される短編映画は本作が唯一。
ディズニー エピックミッキー ～ミッキーマウスと魔法の筆～では本作をモチーフとしたステージが登場。舞台はプルートの夢の中で、執事の猫も登場。

## あらすじ
自然あふれるリゾート地のキャンプ場へやってきたミッキーとプルート。小屋の玄関で寝ていた猫を追い払い、ミッキーにじゃれつつベッドでくつろぐプルートだったが、そこでミッキーは小屋の中に貼ってある規則が書かれた貼り紙を発見。そこには「小屋に犬を入れてはいけない、口輪をしてつないでおくこと」と記されてあった。かくしてユートピアから一転、プルートはあっさり小屋を追い出されてしまった。ついさっき追い払った猫におちょくられながらプルートは眠りにつく。……
……プルートは「ユートピア」の看板が掲げられた怪しい場所にやってきた。そこには、執事の格好をしてご機嫌取りをしてくる先ほどの猫の姿が。警戒していたプルートだが、卑屈なことばかり言い、銃で自殺までしようとする猫に警戒を解く。なぜか自分のシッポを噛んでくれという猫の言う通りプルートが猫を噛むと、猫は大喜びで次々にごちそうを取り出してくる。プルートはユートピアの優雅なベッドの上で執事の言われるままシッポを噛み続け、ごちそうを食べ続けた。……
……なにやらミッキーの声が聞こえてくる。朝ごはんの時間だと言うミッキーの声に反応し、先ほどまでと同じように猫のシッポを噛むプルート。ところが猫はごちそうを出すどころか激怒して襲いかかってきた。さきほどのユートピアとごちそうを出す執事は全部夢だったのだ。プルートと猫の大喧嘩に巻き込まれ、わけがわからないミッキーだった。

## 声の出演
| キャラクター   | 原語版               | ポニー・バンダイ吹き替え版 | BVHE吹き替え版 |
| -------------- | -------------------- | -------------------------- | -------------- |
| ミッキーマウス | ジム・マクドナルド   | 後藤真寿美                 | 青柳隆志       |
| プルート       | ピント・コルヴィッグ |                            | -              |
| 猫のミルトン   | ジム・バッカス       |                            |                |

## スタッフ
| 製作           | ウォルト・ディズニー、ロイ・O・ディズニー                    |
| 脚本           | ラルフ・ライト、アル・ベルティーノ                           |
| 音楽           | ジョセフ・デュビン                                           |
| 作画監督       | ノーム・ファーガソン、フレッド・ムーア                       |
| レイアウト     | ランス・ノリー                                               |
| 原画           | ジョージ・ニコラス、レス・クラーク、マーヴィン・ウッドワード |
| エフェクト原画 | ダン・マクマヌス                                             |
| 背景           | レイ・ハフィーン                                             |
| 監督           | チャールズ・オーガスト・ニコルズ                             |
| 制作           | ウォルト・ディズニー・プロダクション                         |

## 映像ソフト化
- 『ミッキーマウス／カラー・エピソード Vol．2 限定保存版』（DVD、ブエナ・ビスタ・ホーム・エンターテイメント）
- 『コンプリート・プルート Vol.2 限定保存版』（DVD、ブエナ・ビスタ・ホーム・エンターテイメント）